# Edithais
Edithais is een geslacht van uitgestorven weekdieren uit de klasse van de Gastropoda (slakken).

## Soort
- Edithais pehuensis (Marwick, 1926) †